# Meermolm
Meermolm of verslagen veen is een biogeen sediment wat kan worden aangetroffen in de bodem van (voormalige) meren en plassen in het Nederlandse veenweidegebied. Een voorbeeld hiervan is de Horstermeerpolder ten zuiden van Weesp.
Meermolm ontstaat door veenafslag aan de oostelijke oevers van meren en plassen, waarna het meestal door een westelijke onderstroom naar de westelijke oever van deze plassen wordt getransporteerd en daar bezinkt. In gebieden waarbij zich meermolm in de bodem bevindt komt tegenwoordig veel glastuinbouw voor omdat deze bodems zeer gunstige eigenschappen hebben voor de tuinbouw. De bovengrond bevat namelijk veel organische stof en kan daardoor veel water vasthouden. Ook kan de bodem gemakkelijk warmte opnemen. Dit levert in het voorjaar een vroeg-warme grond op.
Voorbeelden van dergelijke glastuinbouwgebieden zijn te vinden in onder meer Ter Aar, Roelofarendsveen, Aalsmeer, Nootdorp, Pijnacker en Bleiswijk.
In het Nederlandse systeem van bodemclassificatie worden dergelijke gronden gerekend tot de woudeerdgronden.